# Złoty powóz eggenberski

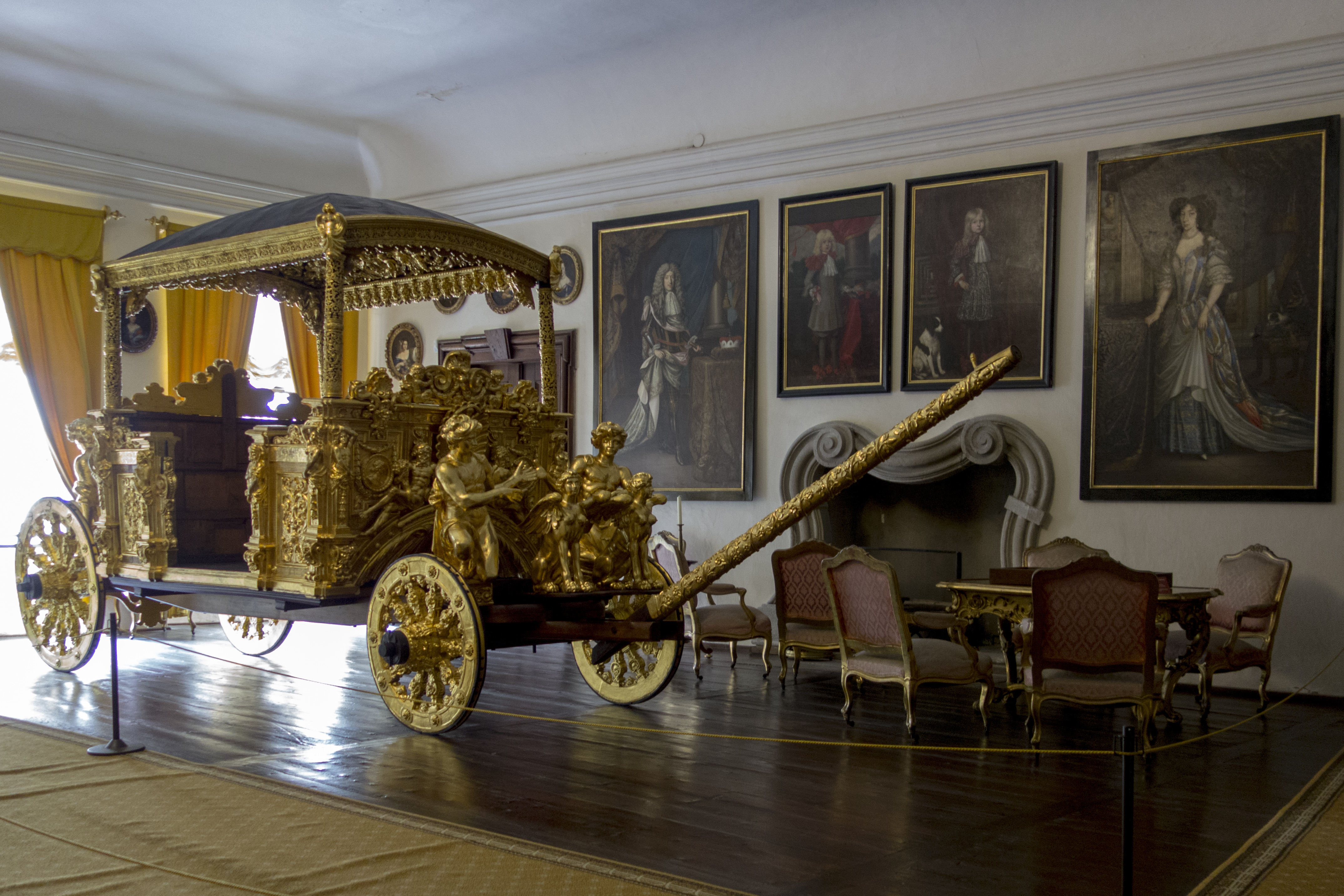
Złoty powóz eggenberski

Złoty powóz eggenberski (czes. Zlatý eggenberský kočár) – reprezentacyjny, barokowy powóz będący eksponatem muzeum zamkowego w Českým Krumlovie.
Powóz skonstruowano w Rzymie w 1638. Zamówił go Jan Antonín, jako pojazd, w którym przewiózł dary dla papieża Urbana VIII, z okazji mianowania Ferdynanda III cesarzem rzymskim. Po zakończeniu misji pojazd pozostawał w Styrii, skąd do Českiego Krumlova przewiózł go syn Jana Antonína.
Bogato zdobiony, złocony powóz z baldachimem posiada na ściankach bocznych płaskorzeźby obrazujące trzy generacje Eggenbergów władających Českim Krumlovem.